# 中央高等学院

中央高等学院（ちゅうおうこうとうがくいん）は、中央国際高等学校の指定サポート校。本部（吉祥寺本校）は東京都武蔵野市吉祥寺本町に所在する。

## 特徴
- 「できることからはじめようよ！」をモットーに大学進学にも力を入れており大学入試コースは自身の学力レベルに合わせた3コース用意されている。(コース分けはテストの採点判断で行われる。)
- 大学入試コース、ライフサポートコースは年二回千葉県御宿町にある中央国際高等学校で集中スクーリングを約5日間受講することと、レポート提出、前期後期の単位認定試験、Jリーグの東京ヴェルディのボランティア活動、特別活動時間12時間以上を取得する事で進級、卒業ができるカリキュラム

## 沿革
- 1978年（昭和53年）4月 - 中央高等学院創立、吉祥寺本校開校。
- 2002年（平成14年）4月 - 池袋校開校。
- 2006年（平成18年）3月 - 渋谷原宿校開校。
- 2009年（平成21年）12月 - 横浜校開校。
- 2012年（平成24年）10月 - 名古屋本校開校。
- 2013年（平成25年）10月 - 千葉校開校。
- 2014年（平成26年）1月 - 中央国際高等学校制服を制定。制服プロデュースはCECIL McBEE が行い制作・販売を三越伊勢丹が行った。
- 2014年（平成26年）3月 - 校歌制定。作詞は『キャプテン翼』の作者高橋陽一、作曲は木根尚登、編曲は嶋田陽一が行った。
- 2018年（平成30年）10月 - さいたま校開校。
- 2021年（令和3年）4月 - 中央高等学院新制服を制定。新制服は株式会社ファーストリテイリングが運営するユニクロが販売する商品を制服とし、ユニクロの約40種類以上のアイテムを自由自在にコーデ可能とし、それぞれの個性を表現できることを目的としている。
- 2024年（令和6年）1月 - 沖縄県が一般競争入札を行っていた沖縄県立伊良部高等学校（宮古島市伊良部）の跡地を4億9050万円で落札。最長で5年間校舎の改築を行った上で新しい通信制高校の開設を予定している[1][2]。
- 2025年（令和7年）4月 - 日本電信電話（NTT）傘下のNTTe-Sportsと提携し、通信制サポート校である「NTTe-Sports高等学院」を千葉市内に開設予定[3]。

## コース
- 通信制高校サポートコース（3年制）
- 高卒認定試験コース（最短6カ月）
- 大学入試コース
  - 私立文系コース
  - 私立理系コース
  - 国公立文系コース
  - 国公立理系コース
  - 国公立・私立医歯薬系コース
- 社会人コース
- 在宅コース
- ライフサポートコース
- 中学生コース（不登校支援のフリースクール）

## 中央アートアカデミー高等部（渋谷原宿校）
- ネイル＆ビューティーコース
- マンガ・イラストコース
- 国際コミュニケーションコース
- biom サッカーコース
- biom なでしこサッカーコース
- ゲーム＆アプリコース

## 著名な出身者
- 小倉優香 (女優)

## 所在地
- 吉祥寺本校

東京都武蔵野市吉祥寺本町二丁目21番8号
- 池袋校

東京都豊島区東池袋一丁目12番8号
- 渋谷原宿校

東京都渋谷区神宮前六丁目12番20号
- 横浜校

神奈川県横浜市西区北幸二丁目6番1号
- 千葉校

千葉県千葉市中央区新千葉二丁目7番2号
- さいたま校

埼玉県さいたま市大宮区桜木町1丁目1番16号
- 名古屋本校

愛知県名古屋市中村区名駅前二丁目45番9号